# Гоумленд (Джорджія)
Гоумленд (англ. Homeland) — місто (англ. city) в США, в окрузі Чарльтон штату Джорджія. Населення — 886 осіб (2020).

## Географія
Гоумленд розташований за координатами 30°51′37″ пн. ш. 82°1′15″ зх. д. / 30.86028° пн. ш. 82.02083° зх. д. (30.860145, -82.020802).  За даними Бюро перепису населення США в 2010 році місто мало площу 6,39 км², з яких 6,39 км² — суходіл та 0,00 км² — водойми.

## Демографія
Згідно з переписом 2010 року, у місті мешкало 910 осіб у 334 домогосподарствах у складі 230 родин. Густота населення становила 142 особи/км².  Було 378 помешкань (59/км²).
Расовий склад населення:
| - 90,9 % — білих - 7,3 % — чорних або афроамериканців - 0,7 % — корінних американців |

До двох чи більше рас належало 1,0 %. Частка іспаномовних становила 1,2 % від усіх жителів.
За віковим діапазоном населення розподілялося таким чином: 29,2 % — особи молодші 18 років, 58,7 % — особи у віці 18—64 років, 12,1 % — особи у віці 65 років та старші. Медіана віку мешканця становила 35,3 року. На 100 осіб жіночої статі у місті припадало 92,4 чоловіків;  на 100 жінок у віці від 18 років та старших — 88,9 чоловіків також старших 18 років.
Середній дохід на одне домашнє господарство  становив 39 417 доларів США (медіана — 33 750), а середній дохід на одну сім'ю — 49 247 доларів (медіана — 41 429). За межею бідності перебувало 27,4 % осіб, у тому числі 29,2 % дітей у віці до 18 років та 11,5 % осіб у віці 65 років та старших.
Цивільне працевлаштоване населення становило 433 особи. Основні галузі зайнятості: мистецтво, розваги та відпочинок — 20,6 %, виробництво — 15,0 %, роздрібна торгівля — 11,8 %, сільське господарство, лісництво, риболовля — 11,3 %.